# Pfarrkirche Waidhofen an der Thaya

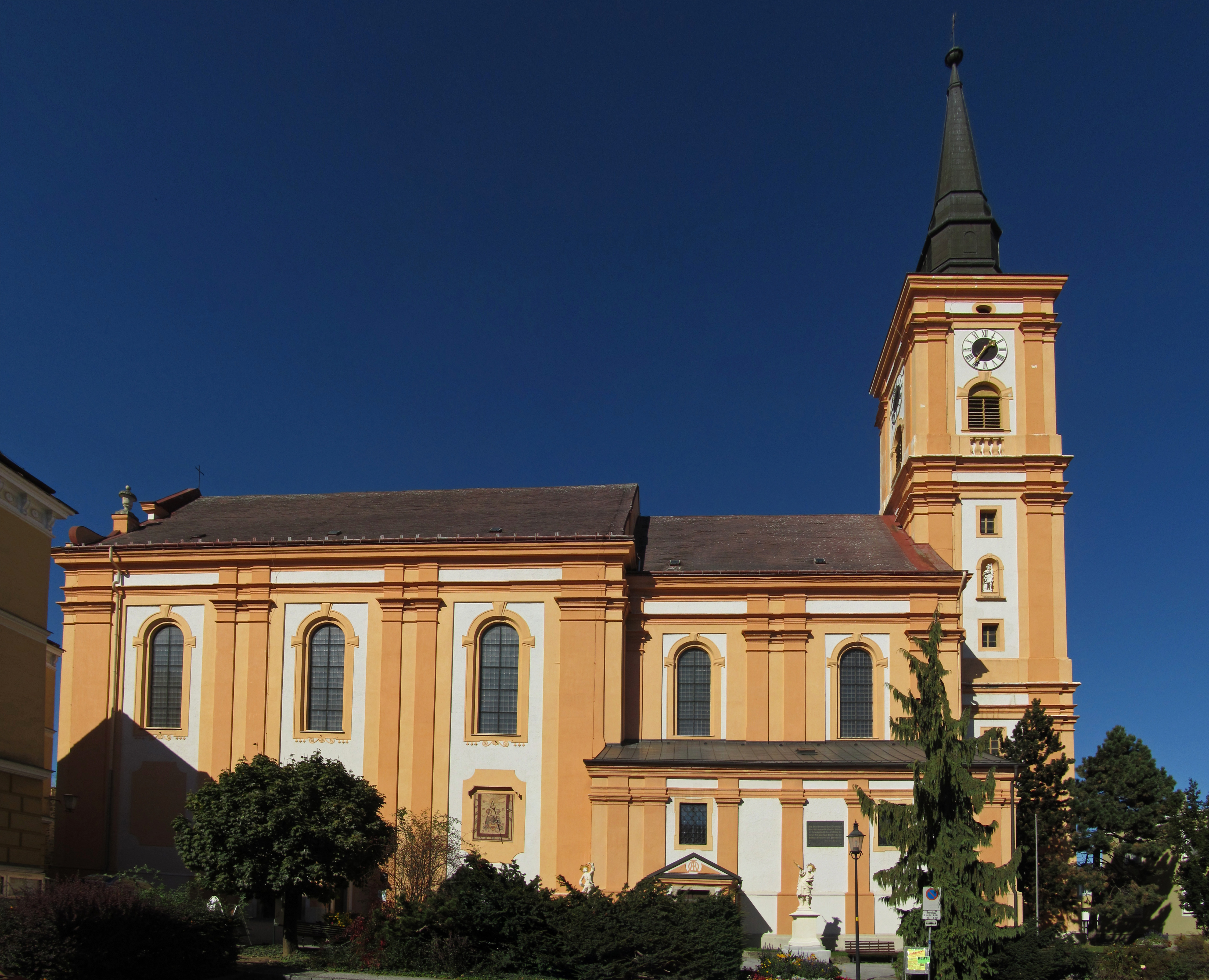
Katholische Pfarrkirche Mariä Himmelfahrt in Waidhofen an der Thaya

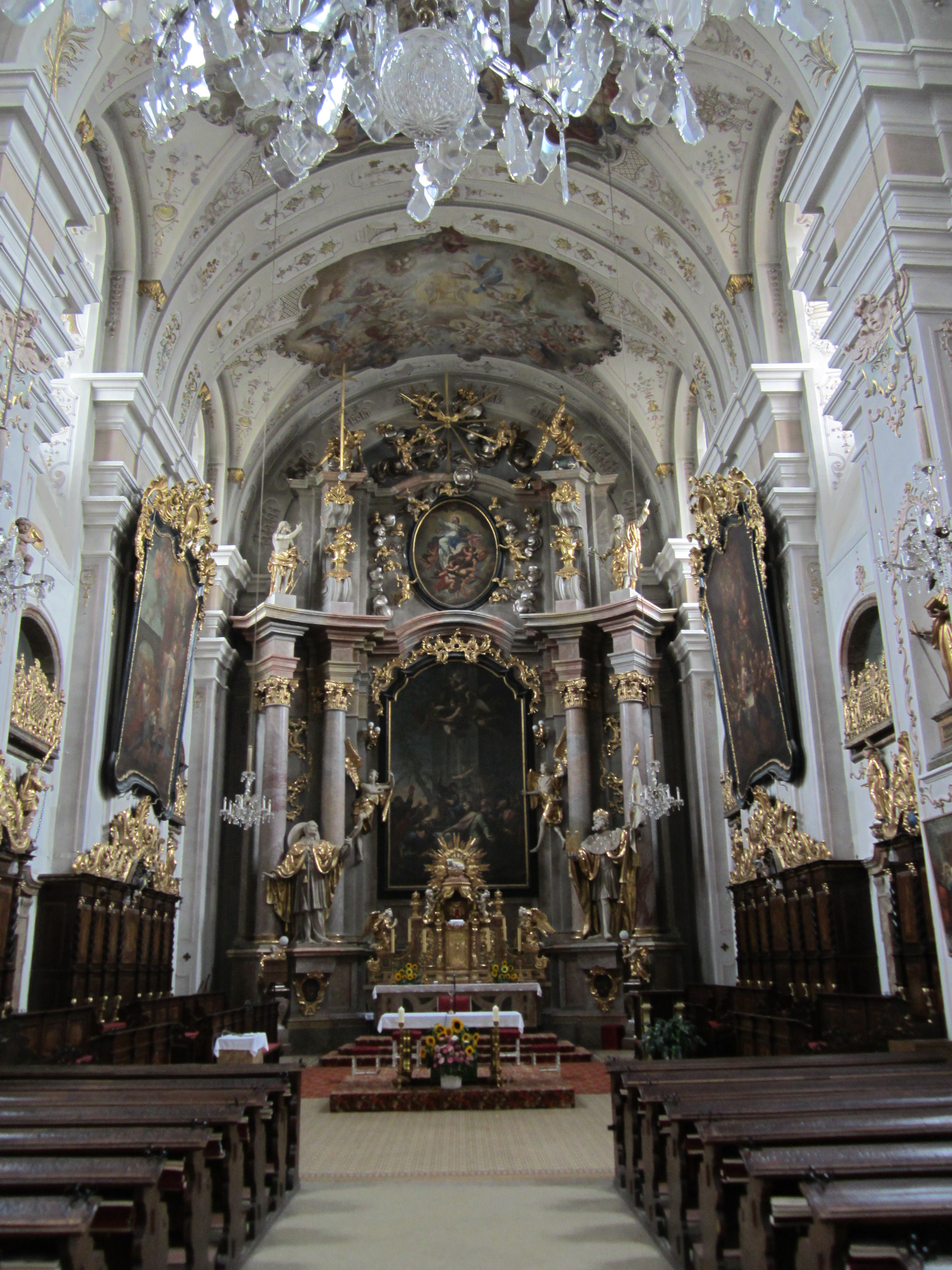
Im Langhaus zum Chor

Die römisch-katholische Pfarrkirche Waidhofen an der Thaya steht in der Waidhofen an der Thaya im Bezirk Waidhofen an der Thaya in Niederösterreich. Die dem Fest Mariä Himmelfahrt geweihte Pfarrkirche gehört zum Dekanat Waidhofen an der Thaya der Diözese St. Pölten. Die Kirche steht unter Denkmalschutz.

## Lage
Die Kirche steht zwischen Kirchenplatz und Pfarrplatz an der höchsten Stelle einer ehemals mittelalterlichen Burgstadt.

## Geschichte
Für die ursprüngliche Kirche noch als Teil der Stadtbefestigung ist das Jahr 1131 genannt. Unter Dechant Johann Ernst von Jamaigne wurde vom Maurermeister Mathias Fölser zwischen 1713 und 1715 der Ostturm errichtet, 1716 mit dem Neubau begonnen und 1721 die gotische Vorgängerkirche abgebrochen. 1723 wurde die mächtige hohe barocke Saalkirche geweiht. 1890 erfolgte eine Stuckierung durch Franz Slanetz. Südseitig wurde im Jahre 1719 beim Chor eine Marienkapelle angebaut, nordseitig zweigeschoßig eine Sakristei und ein Oratorium.

## Ausstattung
Die Deckengemälde mit dem Thema der Geburt Mariae aus dem Jahre 1764 sind von Johann Lorenz Daysinger. Der marmorierte Hochaltar mit mächtiger Architektur den Chorschluss ausfüllend ist aus dem Jahre 1721. Die Altarbilder Apostel am Grab Mariens und Mariae Himmelfahrt 1721 sind von Mathias Mölk, die Statuen von Friedrich Wilhelm Still. Bis 1728 wurden vier Seitenaltäre errichtet.
Die Orgel ist die größte Orgel des Waldviertels, sie hat einen barocken Prospekt, wurde 1729 von Johann Georg Wenzel Casparides erbaut, und hat drei Manuale, Pedal, Schweller, und 36 Register. Die Orgel wurde 2007 vom österreichischen Orgelbauer Bodem restauriert und mit elektronischer Spiel- und Registertraktur (Setzeranlage) versehen.